# Condado de Beckham
El condado de Beckham (en inglés: Beckham County), fundado en 1907, es un condado del estado estadounidense de Oklahoma. En el año 2000 tenía una población de 19.799 habitantes con una densidad poblacional de 8 personas por km². La sede del condado es Sayre.

## Geografía
Según la Oficina del Censo, el condado tiene un área total de 2342 km² (904,2 mi²), de la cual 2336 km² (901,9 mi²) es tierra y 6 km² (2,3 mi²) es agua.

## Demografía
En fecha censo de 2000, había 19.799 personas, 7.356 hogares, y 5.002 familias que residían en el condado.
En el 2000 la renta per cápita promedia del condado era de $ 27,402 y el ingreso promedio para una familia era de $34,315. El ingreso per cápita para el condado era de $14,488. En 2000 los hombres tenían un ingreso per cápita de $26,387 frente a $18,945 para las mujeres. Alrededor del 18.20% de la población estaba bajo el umbral de pobreza nacional.

## Condados adyacentes
- Condado de Roger Mills (norte)
- Condado de Custer (noreste)
- Condado de Washita (este)
- Condado de Kiowa (sureste)
- Condado de Greer (sur)
- Condado de Harmon (suroeste)
- Condado de Collingsworth, Texas. (oeste)
- Condado de Wheeler, Texas. (noroeste)

## Ciudades y pueblos
- Carter
- Elk City
- Erick
- Hext
- Sayre
- Texola

## Principales carreteras
- Interestatal 40
- U.S. Highway 283
- Carretera Estatal 6
- Carretera Estatal 30
- Carretera Estatal 34
- Carretera Estatal 55